# جام مقدس

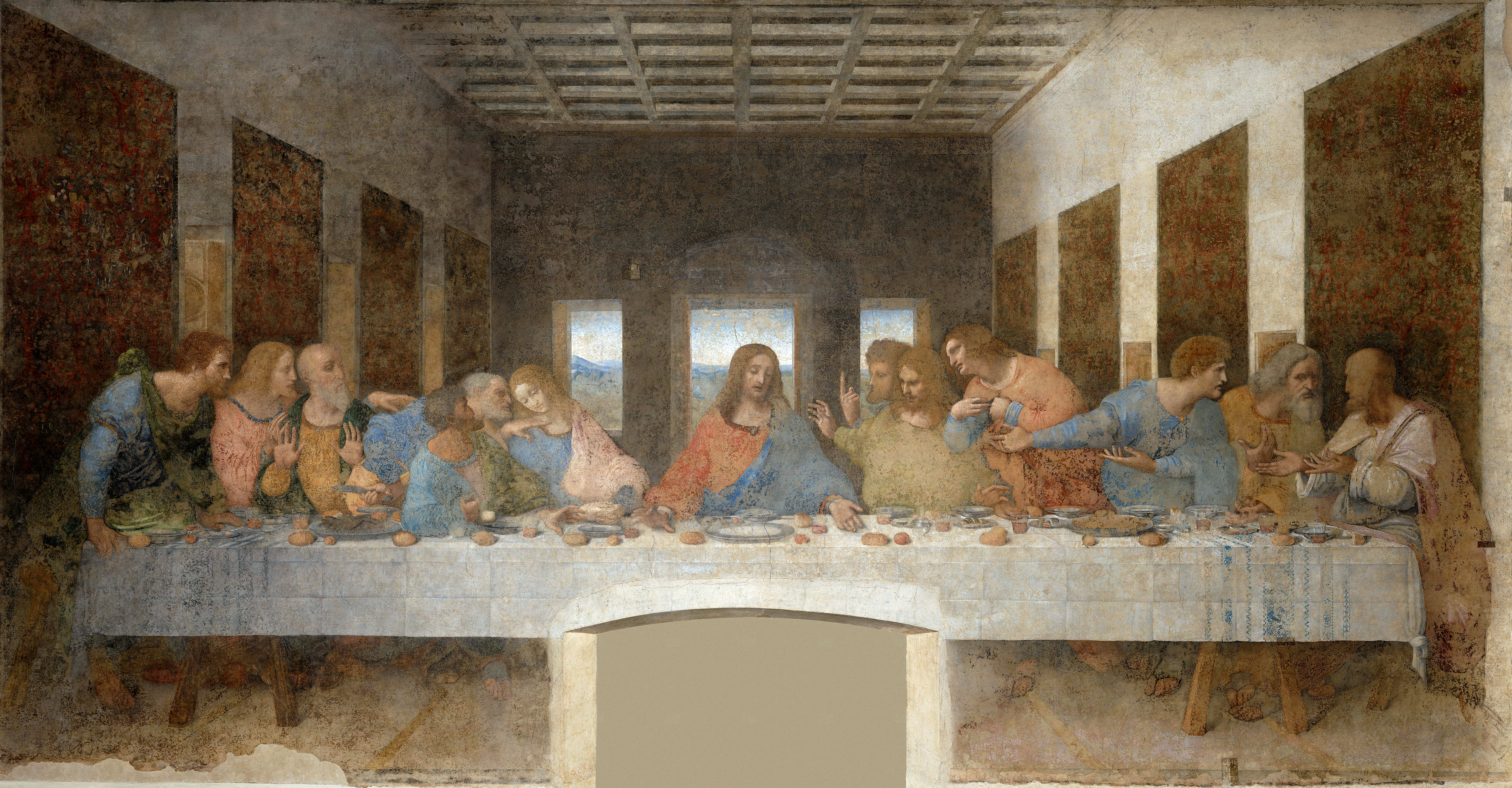
شام آخر اثر لئوناردو دا وینچی

طبق برخی داستان‌ها و افسانه‌ها، جامی که عیسی در شام آخر به همراه حواریون خود از آن نوشید، جام مقدس نام دارد. برای این جام در افسانه‌ها ویژگی‌های خارق‌العاده‌ای ذکر شده‌است.

## مریم مجدلیه
در یکی از نقاشی‌های لئوناردو داوینچی به نام شام آخر که همین داستان را به تصویر کشیده، هیچ جامی دیده نمی‌شود. طبق باور برخی، در این نقاشی، مریم مجدلیه در کنار عیسی به فاصله نزدیکی نشسته‌است و بین عیسی و مریم مجدلیه، شکل V دیده می‌شود که نماد جنس مؤنث است. به عبارتی این امکان وجود دارد که جام مقدس، رحم مریم مجدلیه باشد و خون عیسی در جام، همان فرزند عیسی در رحم مریم مجدلیه باشد. در واقع عیسی دارای یک فرزند بوده و نسل او ادامه پیدا کرده‌است.
فیلم سینمایی رمز داوینچی به کارگردانی ران هاوارد، با اقتباس از رمانی به همین نام نوشتهٔ دن براون در سال ۲۰۰۶ با بازی تام هنکس تولید شد و داستان آن حول محور حقیقت دربارهٔ جام مقدس و نقاشی شام آخر داوینچی روایت می‌شود.